# Krohnia foliocirrata
Krohnia foliocirrata är en ringmaskart som beskrevs av Rice 1984. Krohnia foliocirrata ingår i släktet Krohnia och familjen Alciopidae. Inga underarter finns listade i Catalogue of Life.